# Thymus camphoratus
Thymus camphoratus — вид рослин родини глухокропивові (Lamiaceae), ендемік Португалії.

## Опис

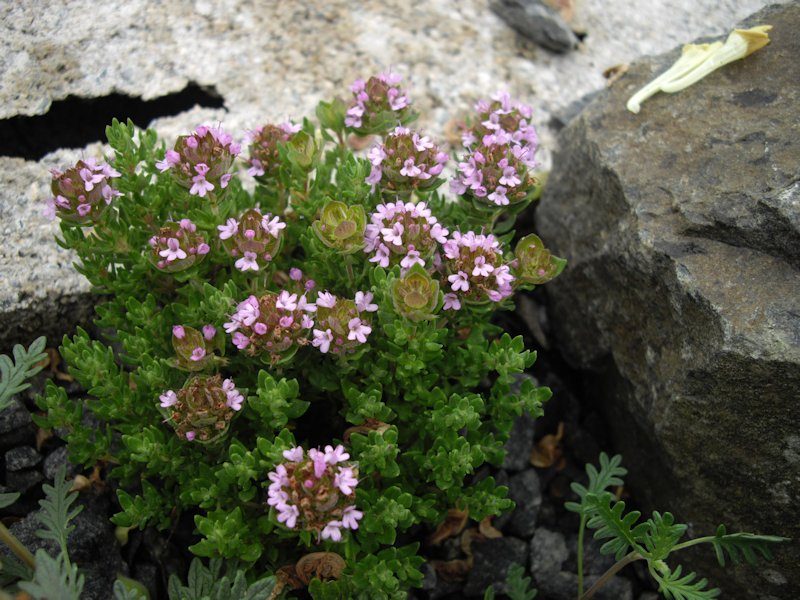

Стебла від піднятих до розлогих, сильно розгалужені, 20–40 см завдовжки. Молоді стебла чотирикутні, з дуже коротким волоссям. Листки вузько яйцюваті, довжиною 3–5 мм, звивисті, безволосі. 
Приквітки широко яйцюваті, часто багрянисті. Квіти зібрані в напівкулясті головчасті суцвіття, 10–15 мм упоперек. Чашечка 4–6 мм; трубка 2–2.5 мм, запушена. Вінчик 5–8 мм, рожевий чи багряний. Пиляки багряні. Горішки 0.7–0.9 × 0.6–0.7 мм, яйцюваті, еліпсоїдні, темно-коричневі. 2n = 30.
Цей малий кущ квітне з кінця березня по червень. Ця рослина може використовуватись як ароматичну трава.

## Поширення
Ендемік південного й південно-західного узбережжя Португалії.
Населяє стабілізовані дюни, піщаний вапняк біля моря.

## Загрози та охорона
Найважливішою загрозою є розширення міських площ і туристичних територій та пов'язаних з ними інфраструктур.
Thymus camphoratus  входить до списку пріоритетних видів в Додатку II Директиви про середовище проживання та до додатку I до Конвенції про охорону європейської дикої природи та природних середовищ існування (Бернська конвенція). В Португалії рослина охороняється законом.